# Phaea coccinea
Phaea coccinea là một loài bọ cánh cứng trong họ Cerambycidae.